# 陸軍砲工学校

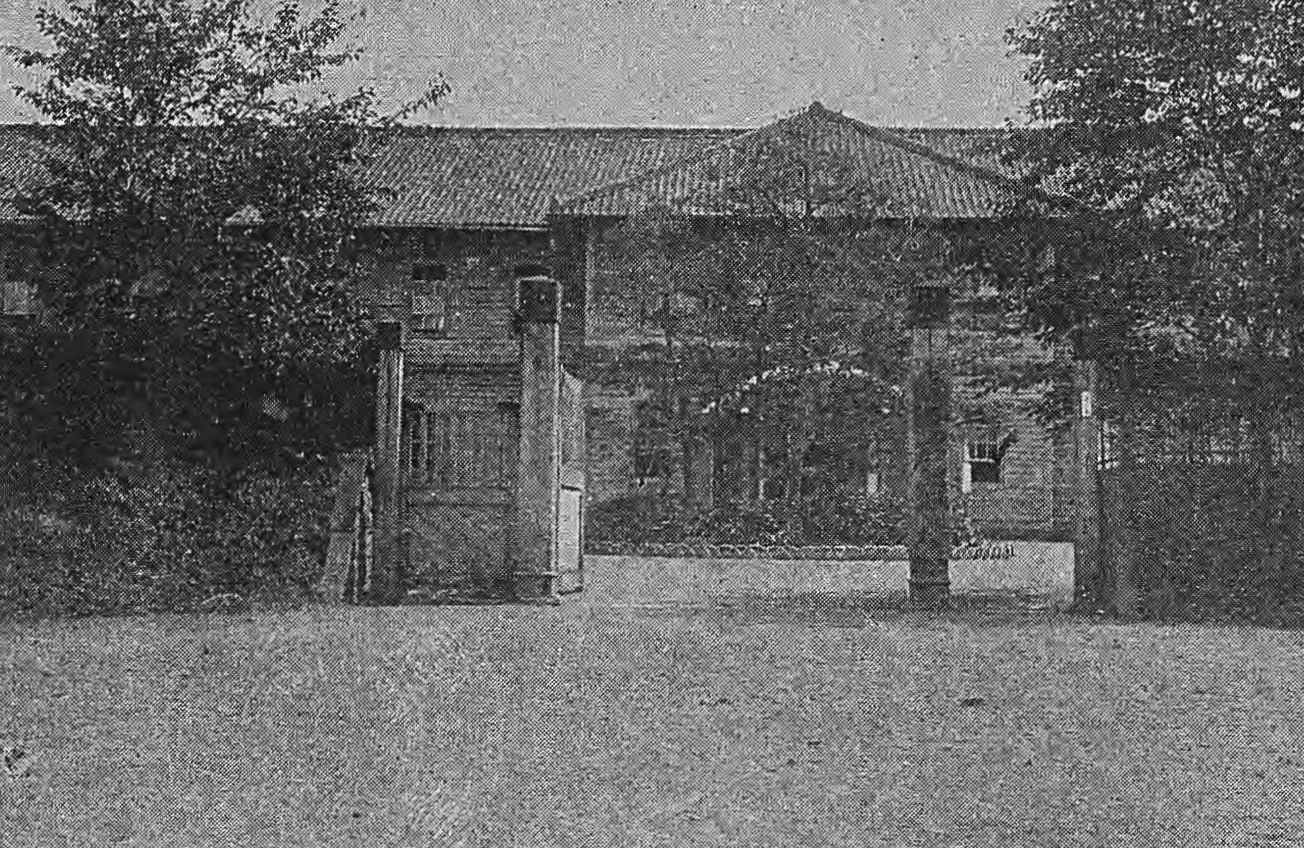
明治30年代に撮影された陸軍砲工学校

陸軍砲工学校（りくぐんほうこうがっこう）は、かつて東京府牛込区若松町（現：東京都新宿区若松町）に所在した大日本帝国陸軍の教育機関の一つ。1889年（明治22年）設置。1941年（昭和16年）に陸軍科学学校に改組された（所在地は同じ）。
砲工学校高等科の課程は現行の陸上自衛隊では技術高級課程に相当する。1920年（大正9年）8月に、陸軍兵器学校となった陸軍砲兵工科学校とは別の学校である。

## 概要

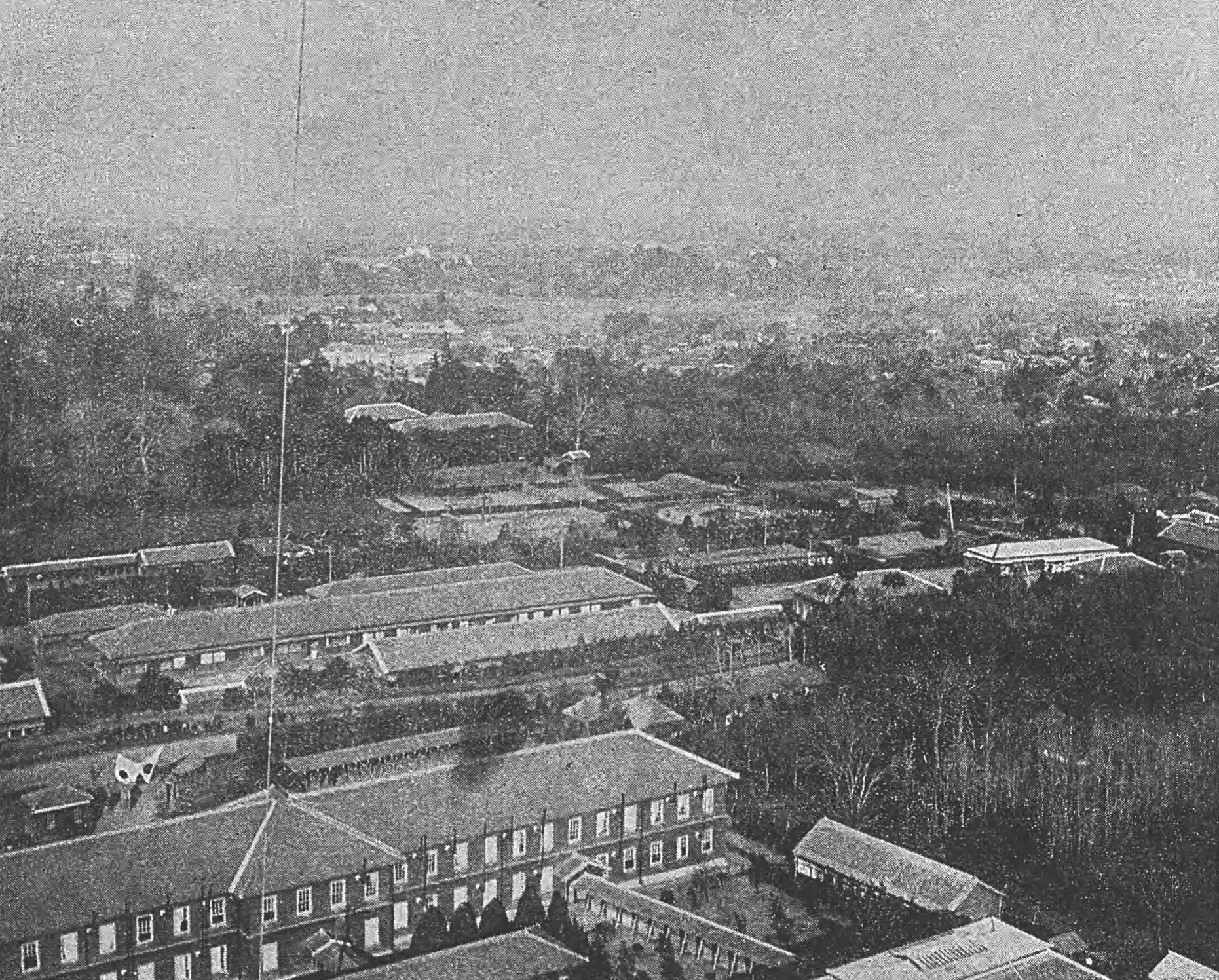
陸軍砲工学校と周辺地域

1889年（明治22年）5月31日に設置された砲工学校は、砲兵科・工兵科将校の専門教育を目的とし、入学資格は2年以上隊務に服した砲兵科及び工兵科の中尉・少尉で、修学年限は2年と定められた。監軍部の砲兵監並びに工兵監の隷下に位置付けられていた。砲兵科・工兵科将校の教育は砲工学校が設置されるまでは陸軍士官学校が受け持っており、歩兵科などの生徒が卒業した後も在学して修学していた。当時士官学校では士官の候補たる学生を士官生徒と呼んでいたが、砲工科学生は少尉任官後も生徒であるため特にこれを「少尉生徒」と呼んでいた。
1891年（明治24年）11月、入学資格が砲兵科・工兵科少尉に改められ、監軍の直隷に改められた。陸軍士官学校を卒業し任官した砲工両科の少尉はひとしく入学する事となり、約1年半の修学の後三分の一から四分の一の優秀者が選抜され1年間の高等教育を受けた。普通科と高等科に分かれたわけであるが、高等科の卒業生のうち、さらに優等と認められた学生には恩賜の軍刀が授与された。 砲兵科・工兵科の優秀な将校は陸軍大学校に進まないことが多かったが、人事の面では砲工学校高等科を優等で卒業した者は陸軍大学校卒と同等の扱いを受けた。
1892年（明治25年）11月卒業の高等科第1期から1933年（昭和8年）11月卒業の高等科第39期までは、一部を除き各期砲兵2名工兵1名の3名ずつ優等卒業生が認定され、1934年（昭和9年）11月の第40期からは各兵科1名の2名となった。高等科卒業生のうち、さらに技術将校としての修学を望む者には東京帝国大学理学部及び工学部員外学生として派遣され高等教育を受ける道があった。派遣期間は3年間。兵器技術者養成が目的で、1921年（大正10年）から京都帝国大学が、1935年（昭和10年）以降にはその他の帝国大学も派遣対象に加わった。また外国へ留学した例もある。
1935年から気象の作戦に係る教育を受け持つ気象部が設けられ、気象部は1938年（昭和13年）に陸軍気象部として分離・独立した。
日中戦争などの影響から砲・工兵科に限らず科学技術の習得が重要になったため、昭和14年から憲兵科を除く全兵科が入学可能となる。1941年（昭和16年）8月1日をもって陸軍科学学校と改称し、1944年（昭和19年）10月31日に閉鎖された。
なお、1936年（昭和11年）2月26日に起きた二・二六事件では、陸軍砲工学校生徒であった安田優砲兵少尉（陸士46期）が叛乱部隊に加わった。

## 歴代校長

### 砲工学校長
- 山内通義 工兵大佐：明治22年6月3日 - 明治26年4月21日
- 黒瀬義門 砲兵大佐：明治26年4月21日 - 明治27年9月25日
- （事務取扱）黒瀬義門 少将：明治28年7月9日 - 8月10日
- 新井晴簡 砲兵大佐：明治28年8月10日 - 明治30年9月28日
- 桜井重寿 少将：明治30年9月28日 - 明治30年10月23日
- 石本新六 工兵大佐：明治30年10月23日 - 明治32年6月15日
- 小国磐 工兵大佐：明治32年6月15日 - 明治33年7月11日
- 上原勇作 少将：明治33年7月11日 - 明治34年7月24日
- 福原信蔵 工兵大佐：明治34年7月24日 - 明治37年2月23日
- 欠：明治37年2月23日から明治38年10月11日まで校長を欠く
- 新井晴簡 中将：明治38年10月12日 - 明治39年2月6日
- 藤井茂太 少将：明治39年2月6日 - 明治42年1月14日
- 中村愛三 少将：明治42年1月14日 - 明治45年4月26日
- 小原伝 少将：明治45年4月26日 - 大正3年5月11日
- 武田三郎 少将：大正3年5月11日 - 大正5年8月18日
- 木下宇三郎 少将：大正5年8月18日 - 大正6年8月6日
- 田村沖之甫 少将：大正6年8月6日 - 大正7年11月1日
- 渡辺満太郎 中将：大正7年11月1日 - 大正11年8月15日
- 磯村年 中将：大正11年8月15日 - 大正12年8月6日
- 波多野義彦 少将：大正12年8月6日 - 大正13年2月4日
- 緒方勝一 少将：大正13年2月4日 - 大正13年12月15日
- 静間知次 少将：大正13年12月15日 - 大正15年3月2日
- 宮原国雄 中将：大正15年3月2日 - 昭和2年7月6日
- 原口初太郎 中将：昭和2年7月26日 - 昭和3年8月10日
- 大橋顧四郎 中将：昭和3年8月10日 - 昭和5年8月1日
- 石川漣平 中将：昭和5年8月1日 - 昭和6年8月1日
- 岩越恒一 少将：昭和6年8月1日 - 昭和8年8月1日
- 中岡弥高 中将：昭和8年8月1日 - 昭和10年3月15日
- 永持源次 少将：昭和10年3月15日 - 昭和11年8月1日
- 弘岡好忠 中将：昭和11年8月1日 - 昭和12年11月1日
- 内田荘一 中将：昭和12年11月1日 - 昭和14年8月1日
- 馬場保雄 中将：昭和14年8月1日 - 昭和16年9月1日
- 下村定 中将：昭和15年8月1日 - 昭和16年8月1日

### 科学学校長
- 下村定：昭和16年8月1日 - 昭和16年9月1日
- 村上啓作：昭和16年9月1日 - 昭和17年12月1日
- 渡辺正夫：昭和17年12月1日 - 昭和19年3月22日
- 七田一郎：昭和19年3月22日 - 昭和19年10月31日閉鎖

## 高等科優等卒業生
- 氏名・階級・陸軍士官学校卒業期（括弧内に記す）の順で表示した。
- 階級は何れも卒業時のもの。

第1期（明治25年11月25日卒業）
八田郁太郎砲兵中尉（旧10）、渡辺岩之助砲兵中尉（旧10）、松井庫之助工兵中尉（旧10）
第2期（明治26年11月25日卒業）
奈良武次砲兵中尉（旧11）、関谷豁砲兵中尉（旧11）、川人潔太郎工兵中尉（旧11）
第3期（明治28年11月26日卒業）
町田彦二砲兵中尉（1）、渡辺兼二工兵中尉（1）
第4期（明治29年11月28日卒業）
小野寺重太郎砲兵中尉（2）、高橋綏次郎砲兵中尉（2）、矢野目孫一工兵中尉（2）
第5期（明治30年11月27日卒業）
菱田菊次郎砲兵大尉（3）
第6期（明治31年12月22日卒業）
吉田豊彦砲兵中尉（5）、波多野義彦砲兵中尉（5）、有川鷹一工兵中尉（6）
第7期（明治32年12月23日卒業）
兼松習吉砲兵中尉（7）、下田三四郎砲兵中尉、静間知次工兵中尉（7）
第8期（明治33年12月25日卒業）
島内国彦砲兵中尉（8）、井上与一郎砲兵中尉（8）、堀田正一工兵中尉（8）
第9期（明治34年12月23日卒業）
北川正太郎砲兵中尉（9）、西郷勝蔵砲兵中尉（9）、宮原国雄工兵中尉（8）
第10期（明治35年12月22日卒業）
大橋顧四郎砲兵中尉（10）、越山弥一郎砲兵中尉（10）、高田精一工兵中尉（10）
第11期（明治36年12月23日卒業）
三輪時雄砲兵中尉（10）、勝野正魚砲兵中尉（11）、郡山真太郎工兵中尉（11）
第12期（明治39年12月21日卒業）
渡辺良三砲兵大尉（12）、小出忠義砲兵大尉（12）、杉原美代太郎工兵大尉（12）
第13期（明治40年12月18日卒業）
桜井養秀砲兵中尉（13）、田島繁稲砲兵中尉（13）、鳥谷秀工兵中尉（13）
第14期（明治41年12月19日卒業）
小林順一郎砲兵中尉（13）、久村種樹砲兵中尉（14）、竹嶌藤次郎工兵中尉（14）
第15期（明治42年11月26日卒業）
村井勝砲兵中尉（15）、永持源次砲兵中尉（15）、松井命工兵中尉（16）
第16期（明治43年11月25日卒業）
石井善七砲兵中尉（18）、吉岡大吉砲兵中尉（18）、飛鳥井雅四工兵中尉（18）
第17期（明治44年11月27日卒業）
小須田勝造砲兵中尉（19）、大塚喜輔砲兵中尉（16）、桑原四郎工兵中尉（19）
第18期（大正元年11月26日卒業）
橋本群砲兵中尉（20）、大角亨砲兵中尉（21）、安田武雄工兵少尉（21）
第19期（大正2年11月22日卒業）
大島駿砲兵少尉（22）、長沢重伍砲兵少尉（22）、今井善知砲兵中尉（21）、岩崎安美工兵少尉（22）
第20期（大正3年11月25日卒業）
湯浅外雄砲兵中尉（22）、松原一霍砲兵少尉（23、後に下野一霍）、林末松工兵少尉（23）
第21期（大正4年12月8日卒業）
長谷川治良砲兵中尉（23）、酒井康砲兵少尉（24）、多久知利工兵少尉（24）
第22期（大正5年11月30日卒業）
菅晴次砲兵少尉（25）、岡田重一郎砲兵少尉（25）、前田正実工兵少尉（25）
第23期（大正6年11月26日卒業）
遠藤三郎砲兵少尉（26）、影佐禎昭砲兵少尉（26）、井上作巳工兵少尉（26）
第24期（大正7年11月27日卒業）
原乙未生砲兵少尉（27）、相馬癸八郎砲兵少尉（27）、谷田勇工兵少尉（27）
第25期（大正8年11月29日卒業）
下田信夫砲兵少尉（28）、絵野沢静一砲兵少尉（28）、多田与一工兵少尉（28）
第26期（大正9年11月26日卒業）
石井孝砲兵中尉（28）、有馬徴砲兵少尉（29）、鎌田銓一工兵少尉（29）
第27期（大正10年11月24日卒業）
浅野剛砲兵少尉（30）、小林軍次砲兵少尉（30）、田中収工兵少尉（30）
第28期（大正11年11月28日卒業）
公平匡武砲兵少尉（31）、大島卓砲兵少尉（31）、山崎武夫工兵少尉（31）
第29期（大正12年12月25日卒業）
信濃成繁砲兵中尉（32）、能登久砲兵中尉（32）、草場季喜工兵中尉（32）
第30期（大正13年12月23日卒業）
野村恭雄砲兵中尉（33）、根岸主計砲兵中尉（33）、野村健三工兵中尉（33）
第31期（大正14年12月21日卒業）
馬淵良逸砲兵中尉（34）、丹羽利男砲兵中尉（34）、畑尾正央工兵中尉（34）
第32期（大正15年12月22日卒業）
川上愛二砲兵中尉（35）、佐藤裕雄砲兵中尉（35）、松谷誠工兵中尉（35）
第33期（昭和2年12月22日卒業）
水島綱次郎砲兵中尉（36）、篠尾正明砲兵中尉（36）、佐竹金次工兵中尉（36）
第34期（昭和3年12月21日卒業）
館野基忠砲兵中尉（36）、松山直樹砲兵中尉（36）、重台五郎工兵中尉（37）
第35期（昭和4年12月10日卒業）
河村一夫砲兵中尉（38）、藤田晴三砲兵中尉（38）、神尾元雄工兵中尉（38）
第36期（昭和5年11月28日卒業）
中原茂敏砲兵中尉（39）、石塚武雄砲兵中尉（39）、斎藤有工兵中尉（39）
第37期（昭和6年11月27日卒業）
佐藤勲砲兵中尉（40）、今井丈夫砲兵中尉（40）、安成季隆工兵中尉（40）
第38期（昭和7年11月25日卒業）
原田菅雄砲兵中尉（41）、野尻徳雄砲兵中尉（41）、村上克己工兵中尉（41）
第39期（昭和8年11月25日卒業）
島津武砲兵中尉（42）、桑野竜一砲兵中尉（42）、竹之内勲工兵中尉（42）
第40期（昭和9年11月26日卒業）
川上清康砲兵中尉（42）、高田清工兵中尉（43）
第41期（昭和10年11月27日卒業）
国武輝人砲兵中尉（44）、岩越紳六工兵中尉（44）
第42期（昭和11年11月27日卒業）
辻義彦砲兵中尉（45）、北崎昌安工兵中尉（45）
第43期（昭和12年11月卒業）
稲葉正二砲兵中尉（46）、若林元工兵中尉（46）